# Saku Suurhall
El Unibet Arena es el recinto deportivo y de conciertos más grande de Estonia y se localiza en Tallin, su capital. 
Se construyó en 2001 y posee una capacidad para 10 000 espectadores. Generalmente alberga partidos de baloncesto, en donde el Tallinna BC Kalev/Cramo actúa como local. También recibe conciertos y partidos de hockey sobre hielo. Casi recién estrenado fue la sede del Festival de la Canción de Eurovisión 2002. El nombre del recinto deriva de la empresa sueca de apuestas deportivas Unibet.